# Vorning Å
Vorning Å er en knap 9 km lang å, der går fra udløbet i den sydøstlige side af  Tjele Langsø, først mod sydøst, senere mod nordøst, til Skals Å, der løber videre mod Hjarbæk Fjord  
6.430 meter ligger i Viborg Kommune, mens de sidste 2.567 m danner grænse til Mariagerfjord Kommune mod nord. Vorning Å har et afvandingsområde på 119 km².
Den øverste del ligger i Natura 2000-område nr. 33 Tjele Langsø og Vinge Møllebæk, og Vinge Møllebæk løber ud i Vorning Å fra syd, kort efter Sjørring Bro; Det meste af åløbet ligger i det store Natura 2000-område 
nr. 30 Lovns Bredning, Hjarbæk Fjord og Skals Ådal, og længere fremme får den tilført vand fra Vorning Møllebæk, der kommer fra øst.
Hele åløbet er omfattet af naturbeskyttelseslovens §3. Kanosejlads er mulig ved høj vandstand og  er tilladt fra  5. juni til 1. oktober.

## Eksterne kilder og henvisninger
1. ↑  Kanosejlads (Webside ikke længere tilgængelig)

- Regulativ for Vorning Å

|  | Denne artikel om lokaliteten Vorning Å kan blive bedre, hvis der indsættes et (bedre) billede. Du kan hjælpe ved at afsøge Wikimedia Commons for et passende billede eller lægge et op på Wikimedia Commons med en af de tilladte licenser og indsætte det i artiklen. |

56°32′28.12″N 9°41′17.37″Ø / 56.5411444°N 9.6881583°Ø